# Norman Maier
Pour les articles homonymes, voir Maier.
Norman Maier (1900-1977) est un psychologue américain. Spécialiste de psychologie animale et psychologie du travail et des organisations à l'université du Michigan, il est surtout connu pour ses travaux sur les rats. Il est l'inventeur du problème des deux cordes (1931).

## Publications
- L'entretien d'appréciation
- La psychologie dans l'industrie
- Prise collective de décisions et direction des groupes